# 拟饵

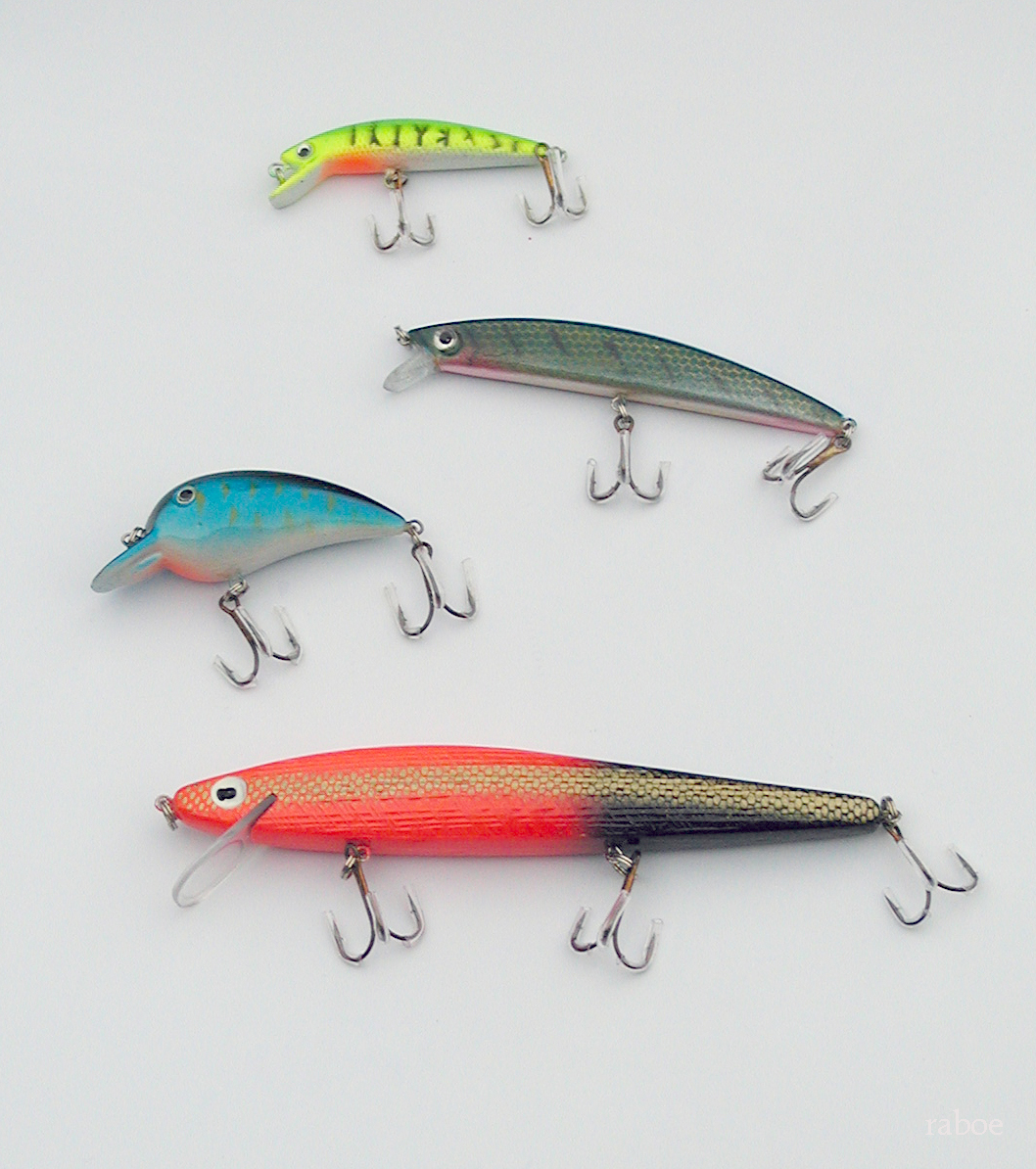
模仿饵鱼、带有多个鱼钩的拟饵

拟饵（英語：fishing lure）又称假饵，也音译“路亚”（源于英文）或路亚饵，指的是在欧美十分盛行的一种用于假饵钓鱼的仿生人造鱼饵，通常用木材、塑料、金属、硅氧树脂等不可食用的材料制成，主要用来垂钓诱捕掠食性鱼类。与传统钓饵相比，这些假饵自身不释放气味（除非额外添加了引诱剂），而是完全依赖外表形状、色彩、光泽和钓手反复抛竿收线并抽动鱼竿产生的振动，使假饵在水中划过时模拟小鱼、虾类、昆虫、蠕虫或蛙类等水生猎物，诱使大鱼出于觅食本能进行攻击吞咬。

## 种类
拟饵在市场上大致可分为硬体饵（hard-body lure）和软体饵（soft-body lure）两大类。硬体饵一般都是模拟相对较大的猎物，可能有关节来产生形态变化，主要靠激起水波吸引较为凶猛善于扑咬的目标鱼；软体饵则是模拟小鱼、虾、蠕虫、鱿鱼等较小或软体的猎物，主要靠形态吸引以吞食为主的目标鱼。
但在实用中，拟饵被通常按照功能性分类：

### 鱼形饵
鱼形饵（minnow或plug）主要模拟小鱼的外形，通常用塑胶或木料制成，有时也会用软胶皮制作。大部分鱼形饵是比重与水差不多的悬浮饵，根据在水中的运动状态还可以细分为：
- 泳饵（swimbait或swimmer）在汉语圈也俗称“米诺”（minnow的音译），通常是软体饵或者是多段关节的硬体饵，被牵引时大致保持直线运动，但可能伴随水流被动产生少量左右往复的偏摆，用来模拟持续游泳的小鱼、小虾等猎物。
- 潜饵（crankbait）在汉语圈也俗称“小胖”，通常比较短粗，前端拥有较大的形似鸭嘴的扁平水翼（舌板），在被牵引时会下潜并产生振颤，根据设计在不受力时可能会缓慢上浮、悬浮或缓慢下沉，比较适合吸引在能见度较低的深水区觅食的鱼。
- 抽饵（jerkbait），通常比较细长，前端拥有较小舌板，如果被匀速牵引会像游饵一样直线运动外加少许振颤，但如果突然抽动鱼杆则会在停止时使其因为突然加速后减速而出现随机窜动和侧甩，比较适合吸引水质较清的浅水区活动捕食的鱼。
- 抖饵（twitchbait）也俗称“VIB”，与抽饵相似但是没有舌板，通常颜色鲜艳并且有很好的反光性，在被匀速牵引时会带有持续翻滚和振颤并闪烁光亮，如果突然抽动鱼竿则会出现一定跳跃式的窜动，比较适合吸引水质较清的浅水区活动捕食的鱼。

### 水面饵
水面饵（surface lure）也称浮水饵（topwater lure），是一种保持漂浮在水面深度的假饵，因为最早出现的水面饵是以一定角度倾斜于水面下的细长纺锤形，形似钢笔，因此也称笔形饵（stickbait）或“铅笔”（pencil）。根据其移动时的具体状态，水面饵可以细分为：
- 走饵（walker）也俗称“之字狗”，大致在水面保持水平滑动的“行走”，可能会伴随少量左右往复的偏摆，用来模拟贴近水面正常游泳的小鱼和蛇、小型水鸟等猎物。
- 摆饵（waddler）拥有水翼，使得在移动式产生少许如同爬泳的左右翻滚，通常用来模拟在水面游泳的陆生哺乳动物。
- 泡饵（popper）也音译俗称“波爬”，前部拥有一个类似漏斗的开口，在移动时会将水导向后方并产生大量紊流和泡沫，产生声音和振动模拟受伤的猎物吸引目标。
- 蛙饵（frog）也俗称“雷蛙”，通常身体较软且带有双钩，并且拥有两束可以翻甩拍打水面的毛辫，主要吸引大型掠食鱼。
- 桨饵（plopper）也称蜂鸣饵（buzzbait）或嘶饵（fizzer），在前部或尾部拥有至少一个纵轴螺旋桨，在受到牵引移动时会快速被动旋转搅水并产生大量声音和气泡吸引目标。
- 爬饵（crawlerbait）拥有至少一对横轴旋转、形似水车叶片的桨板，在受到牵引时会被动旋转拍打水面产生大量水花、声音和气泡吸引目标。通常模拟落水的鸟类。
- 尾流饵（wake bait），一种混合了潜饵元素的水面饵，在移动式会稍微下潜保持在水面以下不足15—30（0.5—1英尺）的深度，并且左右摇摆在后方产生V型尾波吸引目标吞咬。

### 飞蝇饵
飞蝇饵（fly lure）也称人造飞虫（artificial fly），是一种通常配有软毛、重量非常轻的拟饵，需要用较重的鱼线带动才能进行抛投，用来模仿溺水的飞虫或水生昆虫。

### 匙形饵
匙饵（spoon lure或spooner）也俗称亮片，用一块类似汤匙的光滑凸凹金属片在水中绕动同时产生反光吸引鱼类。由美国德克萨斯州的一名伐木工人发明，这名伐木工在午餐的时候失手把汤匙掉入河中，结果发现一群鱼儿争相追咬。

### 旋片饵
旋饵（spinnerbait或spinner）也俗称“复合饵”，一个穿孔的金属片接上钢珠或玻璃珠、塑胶珠等，划过水中时会像螺旋桨一样旋转扰动水波吸引大鱼，可以配合额外的鱼形饵使用。

### 沉跳饵
沉跳饵（jig）也俗称“铁板”，是一种用密度较高的金属（比如铅和钨）做成鱼形的假饵，投入水中时会下沉，但被拉扯时会向上做出弹跳似的动作，可以模拟在水底草藻之间探头游窜的饲料鱼，通常用于海钓。
另一种沉跳饵是隐藏在软体饵中的铅头钩（jighead，钩杆在接近钩眼的部位配加了沉子的鱼钩）组成，不受力时会因为铅头的重量而沉到水底，但在被牵拉时会短暂向上产生“跳跃”，模拟潜匿在水底时不时探头的小鱼和小虫。

### 噪音饵
噪音饵（chatterbait），一种融合了多种设计的混合饵，可以同时产生一系列不同的振动和声响。

### 发光饵
发光饵（LED lure）配有发光二极管，可以释放不同的光亮吸引鱼的注意力。

## 钓组
钓组（rig）是一种将拟饵与鱼线,、鱼钩、沉子、浮标、连结具和各种圆珠串联形成的组合渔具，通常用来专门针对特殊的某类游钓鱼。著名的例子包括：
- 得克萨斯钓组（Texas rig）
- 卡罗莱纳钓组（Carolina rig）
- 头发钓组（hair rig）
- 直升机钓组（helicopter rig）
- 叶屑钓组（chod rig）
- 念珠钓组（paternoster rig），也称坠钓组（dropper rig）
- 跑沉钓组（running sinker rig）
- 浮标钓组（float rig）
  - 毛笔浮标钓组（quill float rig）
  - 圆球浮标钓组（bobber float rig）
- 倒钓组（dropshot rig）